# ماكسيميليانو بيريز
ماكسيميليانو بيريز (بالإسبانية: Maximiliano Pérez)‏ هو لاعب كرة قدم أرجنتيني وأوروغواياني في مركز الهجوم، ولد في 26 أكتوبر 1986 في بوينس آيرس في الأرجنتين. لعب مع إيفرتون دي فينا ديل مار وبنيارول وديفينسور سبورتينغ وروزاريو سنترال وسان مارتين دي سان خوان ونادي تينيريفي ونادي نيكاكسا.

## وصلات خارجية
- ماكسيميليانو بيريز على موقع قاعدة بيانات كرة القدم.إي يو (الإنجليزية)
- ماكسيميليانو بيريز على موقع Soccerway.com (الإنجليزية)
- ماكسيميليانو بيريز على موقع عالم كرة القدم.نت (الإنجليزية)
- ماكسيميليانو بيريز على موقع AS.com (الإسبانية)